# Борба за българска църковна независимост
Борбата за българска църковна независимост е исторически период от Българското възраждане, в който се засилва стремежът на българите в Османската империя да възстановят самостоятелната Българска православна църква. В този период зачестяват стълкновенията с гръцките духовници, защитаващи интересите на Цариградската патриаршия. Постепенно българите усвояват редица храмове в Мизия, Тракия и Македония и получават правото да се черкуват на български език. В резултат от националните усилия през 1870 година със султански указ се признава легитимността на Българската екзархия.
Тази борба минава през условно три фази:
- За назначаване на българско духовенство и ползване на български език в църквите;
- За установяване на народна църква;
- За определяне границите на Българската екзархия.[1]

## Хронология на борбата за църковна независимост

### През Възраждането
- 1822 г. – В годината на приемането на декларацията за гръцката независимост излиза Додатък към Санктпетербургските сравнителни речници на всички езици и наречия, с особен оглед към български език, сложил началото на българистиката. Предходно в славистиката и кирилометодиевистиката, още през 1792 г. Йозеф Добровски критикува Август Шльоцер, че отделя българския език от славяносръбския. [2]
- 1824 г. – Врачани, начело с Димитраки Хаджитошев, искат епископ българин.
- 1825 г. – Направена е Рилска преработка на „История славянобългарска“ с добавка за страните и градовете на българското землище.
- 1829 г. – български първенци от Скопие, начело с хаджи Трайко, отправят искане до Цариградската патриаршия за български владика[3][4].
- 1835 г. – Търновчани, начело с Неофит Бозвели, искат митрополит българин.
- 1836 г. – след натиск на гражданите е отстранен самоковският митрополит Игнатий II.
- 1844 г. – Неофит Бозвели и Иларион Макариополски подават две молби в Цариградската патриаршия.
- 1846 г. – Пропъден е самоковският митрополит Йеремия.
- 1848 г. – Прогонен е самоковският митрополит Матей, по-късно той се връща в града и гонен още два пъти – през 1859 и окончателно през 1861 г.
- 1849 г. – В Константинопол е построен българският православен християнски храм „Св. Стефан“.
- 1850 г. – Томос от 29 юни на Вселенската патриаршия за предоставяне на автокефалия на Еладската (Гръцката) православна църква. Това е вторият Томос, който издава Вселенската Патриаршия след този от 1589 г. за предоставяне на автокефалия на Московската патриаршия.
- 1859 г. – Кукуш успява да се сдобие с православен български владика – Партений Зографски.
- 1860 г. – Извършена е „Великденската акция“.
- 1861 г. – Йосиф Соколски е ръкоположен в Рим от папата за архиепископ и апостолски наместник на съединените българи (т.е унияти). Но след три месеца е отвлечен от руското посолство в Цариград и прекарва остатъка от живота си в Русия.[5]
- 1870 г. – Със султански ферман е „учредена Българска екзархия“.
- 1871 г. – В Цариград заседава „Първият църковно-народен събор“, който приема екзархийския устав.
- 1872 г. – Избран е първият български екзарх – Антим I. Изборът е утвърден от тогавашната държавна власт (султана на Османската империя).
- 1872 г. – Вселенската патриаршия свиква поместен събор в Константинопол, на който осъжда действията на българите като етнофилетизъм и обявява екзархията за схизматична.

### След Освобождението
- 1890 - Султанът издава два берата за български владици в Охрид и Скопие
- 1913 - Седалището на българската екзархия е преместено от Цариград в София
- 1945 г. – Св. Синод на Цариградската патриаршия вдига схизмата над Българската екзархия и издава Томос за автокефалия на Православната църква на България с предстоятел митрополит Софийски и Екзарх на цяла България. От тази година православните християни в България вече са част от Православната Църква. Почти 73 години българите са схизматици и не са част от Православната църква. Това нанася голяма духовна рана у православните християни в България.
- 1953 г. – На църковно-народен събор в София е възстановена древната Българска патриаршия. Този акт не е признат от Цариградска патриаршия и други гръцкоговорещи църкви.
- 1961 г. – Св. Синод на Цариградската патриаршия признава Българската патриаршия.

## Документи
Образ на царский ферман за решението на българский въпрос. Цариград, 1870

## Изследвания
- Тодор Бурмов. Българо-гръцката църковна разпра. С., 1902.
- Петър Ников. Възраждане на българския народ: църковно-национални борби и постижения. С., 1934; препеч. С., 1971 и С., 2008.
- Тончо Жечев. Българският Великден и страстите български. С., 1975.
- Маркова, Зина. Българското църковно-национално движение до Кримската война.   София, Българска академия на науките. Институт за история. Издателство на Българската академия на науките, 1976. Препечатано в: Маркова, З. Избрани съчинения. Т. 1. С., 2007.
- Г. П. Генов. Политическа и дипломатическа история на България. Том II: Българският църковен въпрос. С., Стилует, 2007.
- Зина Маркова. Избрани съчинения: Том I. С., БАН Марин Дринов, 2008; Том II. С., БАН Марин Дринов, 2008.	.
- Вера Бонева. Българското църковнонационално движение 1856 – 1870. С., За буквите – О писменехь, 2010.
- Вера Бонева. Българското църковнонационално движение през епохата на Възраждането –периодизация. // История, 2001, кн. 4, 15-22.